# Остеоид-остеома
Остео́ид-остео́ма - остеоидная остеома, доброкачественная медленно развивающая опухоль составляет 9-10% среди всех доброкачественных опухолей костей. У мужчин встречается в 4 раза чаще, чем у женщин, болеют преимущественно люди молодого возраста (от 10 до 20 лет).

## Клиника и диагностика
Клиника:  Ведущим симптомом является боль, особенно выраженная по ночам. При губчатых остеоид-остеомах интенсивность болевого синдрома менее выражена, чем при кортикальных  В случае поражения эпифизов могут возникать суставные боли. Иногда определяются припухлость и болезненность при давлении. Со стороны периферической крови отклонений от нормы нет.
Лечение:  Единственным методом лечения остеоидной остеомы является оперативное вмешательство. Возможно выполнение резекции кости с удалением «гнезда» опухоли и прилежащей зоны склероза единым блоком. К рецидивам заболевания приводят, как правило, неадекватные оперативные вмешательства, заключающиеся в частичном удалении опухоли. Радикальное удаление остеоидной остеомы ведет к полному выздоровлению. Случаев озлокачествления не наблюдается. После радикального удаления, как правило, остеоид-остеома не рецидивирует.
Альтернативным методом лечения, по радикализму сопоставимым с резекцией кости, является радиочастотная абляция остеоид-остеомы. Под наведением компьютерной томографии через кожу в пораженный участок кости вводится тонкая игла-электрод. Под действием радиочастотных волн происходит локальный нагрев ткани, в результате чего остеоид-остеома разрушается.
Преимуществом радиочастотной абляции является ее малая инвазивность. При данном типе вмешательств нет необходимости в применении наркоза - анестезиологическим пособием является местная или регионарная анестезия. Реабилитационный период отсутствует - пациент может вставать с постели и вести обычный образ жизни через несколько часов после процедуры. За счет этого пациент покидает лечебное учреждение в день абляции или на следующие сутки. Также радиочастотная абляция дает лучший косметический эффект, чем при "традиционном" иссечении участка кости, так как нет послеоперационного рубца.
Успешность радиочастотной абляции - 79-97%